# Sanming
Sanming (三明; pinyin: Sānmíng) er en kinesisk by på præfekturniveau i den vestlige del af provinsen Fujian i Folkerepublikken Kina. Befolkningen anslås til 2,63 millioner (2008) hvoraf 1,1 mill. bor i selve byen. Præfekturet har et areal på 22,900 km², og der er en befolkningstæthed på 114.8 indb./km². Det grænser til Nanping mod nord, Fuzhou mod øst, Quanzhou mod sydvest, Longyan mod syd, og provinsen Jiangxi mod vest.
Sanming ligger mellem Wuyi og Daiyunbjergene.

## Administrativ inddeling
Sanming er inddelt i to distrikter, et byamt og ni amterr.
- Distriktet Meilie (梅列区)
- Distriktet Sanyuan (三元区)
- Byamtet Yong'an (永安市)
- Amtet Mingxi (明溪县)
- Amtet Qingliu (清流县)
- Amtet Ninghua (宁化县)
- Amtet Datian (大田县)
- Amtet Youxi (尤溪县)
- Amtet Sha (沙县)
- Amtet Jiangle (将乐县)
- Amtet Taining (泰宁县)
- Amtet Jianning (建宁县)

## Samfærdsel
Kinas rigsvej 205 passerer gennem området. Den begynder i Shanhaiguan i Hebei og ender i syd ved Shenzhen i provinsen Guangdong. Undervejs passerer den blandt andet Tangshan, Tianjin, Zibo, Huai'an, Nanjing, Wuhu, Sanming, Heyuan og Huizhou.
- Wikimedia Commons har flere filer relateret til Sanming

26°15′N 117°37′Ø / 26.250°N 117.617°Ø